# Brdarići
Brdarići es un pueblo de la municipalidad de Pale-Prača, en el cantón de Podrinje Bosnio, Bosnia y Herzegovina.

## Superficie
Posee una superficie de 4,96 kilómetros cuadrados.

## Demografía
Hasta 2013 la población era de 20 habitantes, con una densidad de población de 4 habitantes por kilómetro cuadrado.